# Liste des cours d'eau de l'Aube
Pour un article plus général, voir Géographie de l'Aube.
Liste des cours d'eau de l'Aube présente la liste des fleuves, rivières et autres cours d'eau qui parcourent en partie ou en totalité le département de l'Aube. 
La liste présente les cours d'eau, généralement de plus de 10 km de longueur sauf exceptions, par ordre alphabétique, par fleuves et bassin versant, par station hydrologique, puis par organisme gestionnaire ou organisme de bassin.

## Classement par ordre alphabétique
- Ancre, Arce, Ardusson, Armance, Armançon, Aube[S 1], Aujon, Auzon,
- Barbuise, Barse, Bétrot, Boderonne,
- Faverolle,
- Herbissonne, Hozain, Huitrelle,
- Laigne, Laines, Landion (affluent de l'Armance), Landion (affluent de l'Aube), Landion (affluent de l'Ource)
- Maurienne, Le Melda
- Noxe,
- Orvin, Ource,
- Resson, Ruisseau du Boutois,
- Sarce, Seine[S 2], Superbe,
- Triffoire,
- Vanne, Voire[S 3]

## Classement par fleuve et bassin versant
Le département de l'Aube est en plein bassin versant de la Seine, et son nom vient de l'hydronyme de sa plus grande rivière l'Aube. 
- la Seine, 777 km[S 2]
  - l'Aube, 248,3 km[S 1]
    - la Voire, 56,1 km[S 3]